# Hiromi Hayakawa
Hiromi Hayakawa (Fukuoka, 1982. október 19. – Mexikóváros, 2017. szeptember 27.) japán származású mexikói színésznő.

## Élete
Fukuokában született, de 2 éves korában szüleivel Mexikóba költöztek. Először Durangóban, majd Torreónban éltek. Itt nőtt fel, és többek között a helyi labdarúgócsapat, a Santos Laguna szurkolójává vált. Férje Fernando Santana volt. Egy mexikóvárosi kórházban hunyt el gyermekszülés közben fellépett komplikációk következtében, újszülött lányával, Julietával együtt.

## Filmjei
- Monster High: Scaris, a paraváros (Monster High: Scaris, City of Frights) (2013, hang, tv-film)
- Monster High: Rémek, kamera, felvétel (Monster High: Frights, Camera, Action!) (2014, hang, tv-film)
- Barrio Bravo (2014, tv-film)
- My Little Pony: Equestria Girls - Rainbow Rocks (2014, hang)
- La increíble historia del Niño de Piedra (2015, hang)
- Monster High: Szellemlánc (Monster High: Haunted) (2015, tv-film)
- Monster High: Boo York, Boo York (2015, videó)
- Monster High: Great Scarrier Reef (2016, videó)
- El Chema (2017, tv-sorozat, 13 epizódban)